# Kameradschaft (Studentenorganisation)

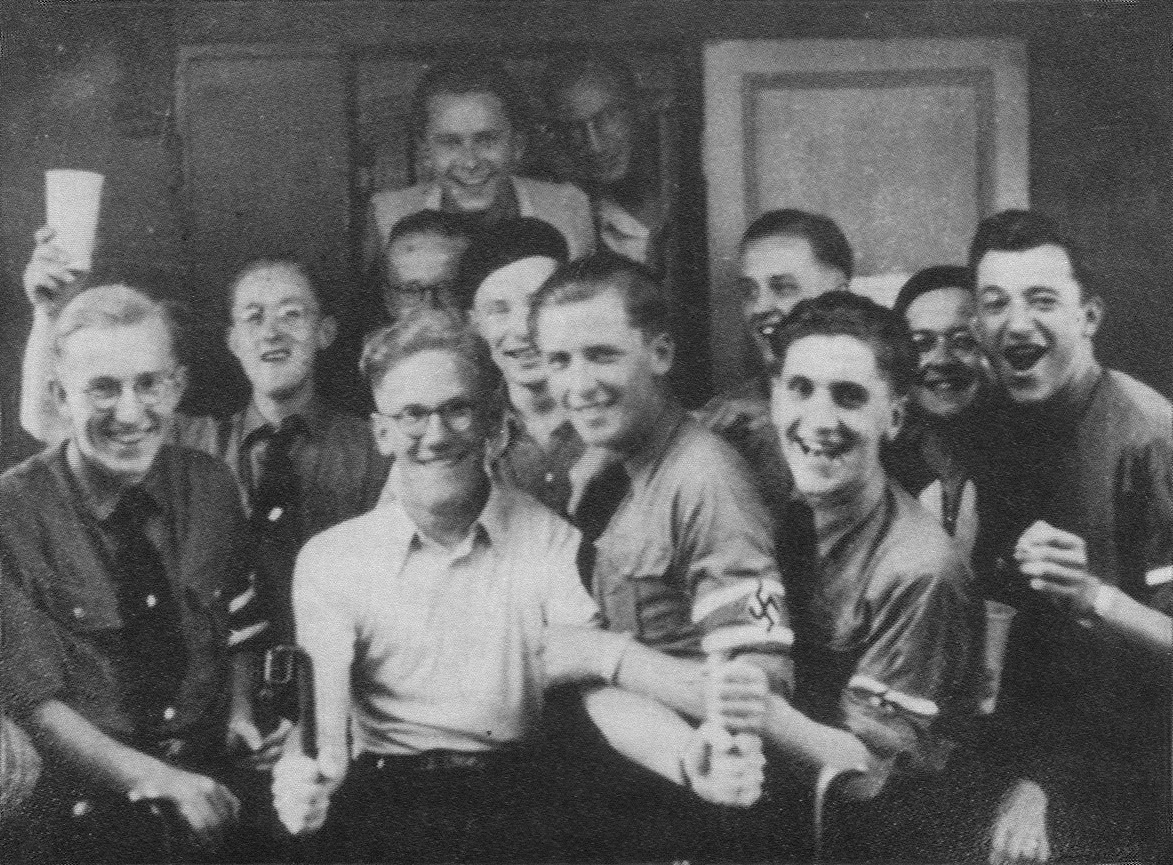
Würzburger Kameradschaft „Albrecht der Bär“

Kameradschaften waren die vom Nationalsozialismus angestrebte und teilweise auch durchgesetzte Organisationsform von Studenten an deutschen Hochschulen. Sie sollten die aufgelösten Studentenverbindungen ersetzen.

## Überblick
Der Begriff basierte ursprünglich auf antikorporativen Ideen aus der Jugendbewegung und wurde erstmals 1933 von dem damaligen NS-Führer der Deutschen Studentenschaft (DSt), Gerhard Krüger, aufgegriffen. Auch der Nationalsozialistische Deutsche Studentenbund (NSDStB) unter Oskar Stäbel befürwortete dieses Konzept, allerdings mit dem primären Ziel, studentische NS-Funktionäre in diesen Häusern zu schulen. Eine zunächst forcierte Unterbringung aller Erst- und Zweitsemester in sogenannten „Wohnkameradschaften“ wurde nach regimeinternen Konflikten verworfen, der NSDStB setzte sich dabei gegenüber der Studentenschaft durch. Die ursprünglich geplante Ausweitung auf alle (männlichen) Studenten wurde nie durchgesetzt; in Großstädten war der Anteil der Kameradschaften geringer als in kleinen Universitätsstädten. Im Sommer 1938 waren 22 % der männlichen Studierenden Mitglied einer Kameradschaft. In Berlin war der Anteil mit 13 % deutlich geringer.
Während der frühen Jahre des Nationalsozialismus präsentierte sich die Organisation der Kameradschaften des NSDStB aufgrund einer gewissen Konzeptlosigkeit als vielschichtiges und kaum überschaubares Gebilde. Im Schulterblick lässt sich das organisierte Studententum der Zeit jedoch recht klar in vier Zeitabschnitte gliedern, wobei die verwendeten Begriffe bis auf den Begriff der Wohnkameradschaft inoffizielle Bezeichnungen, vielleicht sogar nachträgliche Benennungen darstellen. In der Korrespondenz der Zeit werden die Organisationen alle schlicht als Kameradschaften bezeichnet:
- Die Zeit der Korporationen und Wohnkameradschaften (Herbst 1933 bis Mitte 1935)
- Die Zeit der Korporationskameradschaften (Herbst 1935 bis Frühjahr 1936)
- Die Zeit der Gliederungskameradschaften (Frühjahr 1936 bis Frühjahr 1937)
- Die Zeit der Studentenbundskameradschaften (Frühjahr 1937 bis 1945)

## Studentenleben
Neben den erwähnten Wohnkameradschaften richtete der NSDStB auch eigene Kameradschaftshäuser (Stammhäuser) in den Hochschulstädten ein, in denen die Mitglieder wie in einer Kaserne wohnten. In allen Kameradschaften herrschte das Führerprinzip; der Kameradschaftsführer war für die bedingungslose Umsetzung der Parteibefehle verantwortlich.
Das Alltagsleben in den Kameradschaften wurde – abgesehen vom Besuch der universitären Veranstaltungen – von nationalsozialistischen Schulungen und Wehrsportübungen bestimmt. Dazu gab es einen militärisch anmutenden Tages- und Wochenplan.
In den Kameradschaften wohnten grundsätzlich nur männliche Studenten, obwohl Frauen nicht vom Studium ausgeschlossen waren. Die Festsetzung von allgemeinen Studenten-Höchstzahlen gemäß dem Gesetz gegen die Überfüllung deutscher Schulen und Hochschulen wurden 1935 wieder aufgehoben. Die Studentenzahlen waren wegen der beschleunigten Aufrüstung der Wehrmacht stärker als erwartet zurückgegangen und auf deutlich weniger als die 15.000 avisierten zurückgegangen. 1934 immatrikulierten sich 10.538 Männer und 1.503 Frauen und ein akademischer Nachwuchsmangel setzte ein. Ab 1938 wurde sogar für das Frauenstudium geworben. Der Anteil der Frauen an der Gesamtstudentenzahl stieg in den Kriegsjahren anteilsmäßig und absolut erheblich an und erreichte mit knapp 25.000 und knapp 50 % Frauen 1943 ein zuvor noch nie erreichtes Maß. Zum Teil waren Frauen sogar in naturwissenschaftlichen Fächern in der Überzahl.
Die Arbeitsgemeinschaft Nationalsozialistischer Studentinnen im NSDStB nutzte die Kameradschaftshäuser ebenfalls für ihre Schulungen. Das Studentenleben nach 1933 war erheblichen Veränderungen unterworfen. Zunächst wurden die Abiturienten zum sechsmonatigen Arbeitsdienst verpflichtet. Mit Wiedereinführung der Wehrpflicht (1935) kamen die jungen Männer zur Wehrmacht. Alle Studenten waren zum Pflichtsport, die Frauen zum Frauendienst verpflichtet. Weitere Verpflichtungen kamen mit den sogenannten Erntediensten oder Fabrikdiensten zustande. Die zunehmende Verpflichtung für Aktivitäten des Studentenbundes hatte einen negativen Einfluss auf die Studienleistungen. Zudem kam es zu Verzögerungen und Beeinträchtigungen beim Abschluss von Schule und Studium insbesondere beim Fortschreiten des Krieges bis hin zum Abbruch des gesamten Universitätsbetriebs in der Spätphase des Krieges, so in der Bombardierung Freiburgs im November 1944.
Michael Grüttner unterscheidet zwischen Widerstand und Dissens, individueller und weltanschaulicher Art an den Universitäten während der NS-Zeit. Vielen Studenten ging es weniger um Widerstand als um Dissens – die Erhaltung traditionell hergebrachter studentischer Freiräume. Des Weiteren nahm ab 1939 der Anteil der aktiven Nationalsozialisten aufgrund ihrer zumeist freiwilligen Verpflichtung zum Kriegseinsatz deutlich ab. Der NSDStB hatte danach erhebliche Schwierigkeiten, Führungspositionen zu besetzen, die Kameradschaften entwickelten unter dem Einfluss der korporierten Alten Herren zunehmend ein an den hergebrachten studentischen Bräuchen orientiertes Eigenleben. Eine bedeutende Rolle spielten die Mediziner, die etwa in Berlin über die Hälfte der eingeschriebenen Studenten stellte. Aufgrund ihrer privilegierten Stellung – sie wurden wie Offiziersanwärter bezahlt und waren der Wehrmacht unterstellt – waren sie weniger auf die Kameradschaften angewiesen. Im weiteren Verlauf des Krieges waren viele männliche Studenten abkommandierte Soldaten, denen während des Kriegsdienstes Frei- und Prüfungssemester gewährt waren. Außer den Frauen waren auch viele Ausländer und Verwundete unter den Studenten.

## Kameradschaften versus Studentenverbindungen
Die Kameradschaften betrachteten sich als die zeitgemäße Organisationsform der Studentenschaft und standen damit im Gegensatz zu den traditionellen Studentenverbindungen, die wiederum in zahlreichen Dachverbänden organisiert waren. Während auf der politischen Ebene von 1933 bis ungefähr 1936 mit den studentischen Verbänden diskutiert wurde, wie die einzelnen Verbindungen die Anweisungen der nationalsozialistischen Machthaber zum Zwecke der Gleichschaltung umzusetzen hätten, machten die Mitglieder der Kameradschaften Druck „von der Straße“. Dabei kam es neben Rempeleien und Schlägereien bald auch zu Straßenschlachten zwischen Verbindungsstudenten und nationalsozialistischen Kameradschaftsangehörigen, wie etwa im Zuge der sogenannten Göttinger Krawalle.
Bereits 1933 hatte die Deutsche Studentenschaft unter Führung Gerhard Krügers auf dem Studententag in Aachen die restlose Aufgliederung der Studenten in bündische Gruppen gefordert. Die Verbindungshäuser sollten bei politischem Wohlverhalten als Kameradschaftshäuser anerkannt werden.
1934 versuchte Andreas Feickert als „Reichsführer“ der Deutschen Studentenschaft (DSt) eine zwangsweise Kameradschaftserziehung für sämtliche männlichen Studenten im Reichsgebiet durchzusetzen. Jeder (männliche) Student, der im Wintersemester 1934/35 sein Studium beginne oder im 2. Semester stehe, sollte verpflichtet werden, während der nächsten beiden Semester in einem anerkannten Kameradschaftshaus zu wohnen. Studienanfänger sollten Pflichtmitglieder der Kameradschaften werden. NSDStB-Führer Derichsweiler warnte, dass dies den Korporationsstudenten zugutekommen würde. Auch der Erlanger Studentenbundsführer Julius Doerfler, damals noch Bubenreuther, engagierte sich gegen den Erlass. Nach Protesten aller Verbände wurde die Verfügung außer Kraft gesetzt, Hitler begründete dies am 11. November 1934 mit dem Hinweis auf „Gefahren der Homosexualität“. Ähnlich äußerte sich Max Blunck, der im Juni 1933 in Bad Kösen vom Gesamtausschuss des Verbandes Alter Corpsstudenten (VAC) zum „Führer des deutschen Corpsstudententums“ bestellt worden war. „Unter Corpskameradschaftshaus ist das Zusammenwohnen der ersten und zweiten Semester unter der Führung des Seniors verstanden, und zwar in schlichter und etwas militärischer, unbedingt aber hygienischer(!) Form.“ Die Korporationen, die ihre Verbindungshäuser der Studentenschaft beziehungsweise dem NSDStB zur Verfügung stellen sollten, kamen dem nur zögerlich oder ungern nach. Von den existierenden Verbindungen wurde verlangt, ihre Mitglieder einem militärischen Tagesablauf zu unterwerfen und sie zu Schulungen und Wehrsportübungen zu schicken.
1934 löste Rudolf Heß den NSDStB, der bis dahin v. Schirach und der obersten SA-Führung unterstand, in seiner alten Form auf. Gerhard Wagner übernahm die Reorganisation des NSDStB.

## Konflikte
Die ganz unterschiedliche Tradition, das akademische Selbstverständnis und sozial-elitäre Züge der Studentenverbindungen waren mit dem Nationalsozialismus unvereinbar. Dem zunehmenden Druck der Gleichschaltung und des Arierparagraphen konnten manche Verbindungen schon 1934 nicht standhalten. Die letzten Verbindungen lösten sich 1938 auf. Insbesondere die Corps standen in den Augen der NS-Führung für eine rückwärtsgewandte, an Traditionen des Kaiserreichs orientierte bürgerlich-elitäre Reaktion. Hans Heinrich Lammers, Chef der Reichskanzlei und selbst Verbindungsstudent, gründete die kurzlebige Gemeinschaft Studentischer Verbände. Bereits 1935 ausgeschlossen, löste sich der Kösener Senioren-Convents-Verband im September 1935 auf. Der Verband Alter Corpsstudenten wurde 1938 abgewickelt; die Altherrenvereine – die Eigentümer und Träger der Verbindungshäuser – blieben jedoch zumeist erhalten. Viele Altherrenschaften suchten den Anschluss an eine Kameradschaft oder gründeten eine solche. Zwar sympathisierten nicht wenige Alte Herren mit dem NS-Regime; die in den Corps besonders ausgeprägte Differenzierung der Studentenverbindungen war aber mit dem Nationalsozialismus und der Gleichschaltungspolitik des Regimes unvereinbar. Auf einer Zehnjahresfeier des NSDStB in München erklärte Rudolf Heß 1936, die alten Verbindungen müssten verschwinden. Wer es vorziehe, einer Korporation beizutreten, stemple sich zu „einem Deutschen niederen Ranges“. Der Reichsstudentenführer Gustav Adolf Scheel verkündete auf der Zehnjahresfeier des NSDStB an der Rheinischen Friedrich-Wilhelms-Universität Bonn das Ende der traditionellen Studentenverbindungen.
Ideell
Im Vordergrund der Auseinandersetzungen standen:
- Demokratie: Trotz der eher konservativen Ausrichtung wahrten die Convente die demokratische Unabhängigkeit ihrer Entscheidungen in den Verbindungen. Das widersprach dem Führerprinzip.
- Lebensbund: Der Grundsatz widersprach der Zwangsmitgliedschaft von Studenten und dem verlangten Ausschluss von jüdischen und „jüdisch versippten“ Alten Herren.
- Ehre: Die uralte Tradition, dass jeder Student die eigene Würde zu wahren und die eines jeden anderen zu achten habe, widersprach dem Völkischen Nationalismus.

Materiell
Viele Alte Herren suspendierter Verbindungen wurden Mitglied der Kameradschaften. Korporationshäuser wurden als Kameradschaftshäuser reklamiert oder zur Verfügung gestellt. Um die materielle Basis der Kameradschaften zu sichern, wurden Alte Herren der Verbindungen aufgefordert, in die NS-Studentenkampfhilfe (ab 1938: Nationalsozialistischer Altherrenbund) einzutreten und die Kameradschaften zu unterstützen. Altherrenvereine, die sich weigerten oder wie die katholischen Altherrenvereine nicht erwünscht waren, wurden ab 1938 aufgelöst. An Universitäten mit einem Senioren-Convent entstanden sogenannte SC-Kameradschaften.

## Bruch
Die Deutsche Allgemeine Zeitung schrieb am 18. Januar 1938, dass bereits 80 Prozent der ersten Semester in den Kameradschaften stünden und es nur eine Frage der Zeit sei, bis der letzte freie Student für immer von der Hochschule verschwunden sei. Der Aufbau der neuen Altherrenschaften in den Kameradschaften habe in die Altakademiker Bewegung gebracht und einen heftigen Kampf innerhalb der Altherrenverbände hervorgerufen. Wer heute noch die Hoffnung eines Wiederauflebens der Korporationen hege, habe sich getäuscht und damit auch sich selbst gerichtet.
Weitere Erklärungen der NSDAP-Führer bestätigen den endgültigen Bruch zwischen Nationalsozialismus und Korporationsstudententum, so auch Adolf Hitler selbst in einer nichtöffentlichen Rede vor Parteifunktionären am 15. Juli 1935.
In der Folge lösten sich auch einige der aus Korporationen hervorgegangenen Kameradschaften auf. Nach einer 1936 stattfindenden akademischen Feier zu 3 Jahren 3. Reich im Erlanger Redoutensaal, bei der die korporierten Mitglieder des NSDStB den Saal verlassen hatten, erklärte Doerfler als Beauftragter Derichsweilers, der NSDStB werde künftig jedes Korporationsmitglied ausschließen, ebenso SA und NSDAP. 1936 wird bei einer Zehnjahresfeier des NSDStB in München von Rudolf Heß erklärt, die alten Verbindungen müssten verschwinden. Wer es vorziehe, einer Korporation beizutreten, stemple sich zu „einem Deutschen niederen Ranges“. Ähnlich verkündete Reichsstudentenführer Gustav Adolf Scheel auf der Zehnjahresfeier des NSDStB an der Rheinischen Friedrich-Wilhelms-Universität Bonn das Ende der traditionellen Studentenverbindungen.
Während anfangs die Kameradschaften als Zwangsorganisation für die gesamte männliche Studentenschaft gesehen wurden, kam es 1938 zum Theologenerlass des NS-Amtsleiters für politische Erziehung Gerhard Mähner. In die Kameradschaften des NSDStB dürfe kein Theologiestudent mehr aufgenommen werden. Im Philisterverein der Bubenruthia wurde diese Anordnung als Diskriminierung empfunden. Die Kameradschaft beantragte bei der Gaustudentenführung daher ihre Auflösung.

## Umwortung
In der Lingua Tertii Imperii wurden auch die jahrhundertealten Begriffe der Korporationen geändert. Die Alten Herren behielten den Namen. Die Gegenüberstellung ist dem Breslauer Corpsstudenten Heinrich Zimmermann (1954) zu verdanken. Im Corpshaus des Corps Silesia zu Breslau befand sich von 1937 bis 1945 die Kameradschaft Yorck, deren Altherrenschaft aus den Altherrenschaften des Corps Silesia und des Corps Borussia zu Breslau bestand.
| Alte Bezeichnung           | Neue Bezeichnung       |
| -------------------------- | ---------------------- |
| Corps, Burschenschaft usw. | Kameradschaft          |
| Korporationshaus           | Kameradschaftshaus     |
| Kneipe                     | Kameradschaftsraum     |
| Constitution               | Kameradschaftsordnung  |
| Corps- / Burschen          | Kameraden, „Männer“    |
| Füchse                     | Jungkameraden          |
| Senior                     | Kameradschaftsführer   |
| Consenior                  | Fechtwart              |
| Subsenior, Sekretär        | Kameradschaftswart     |
| Fuchsmajor                 | Erziehungswart         |
|                            | Singewart              |
|                            | Im Krieg: Feldpostwart |
| Corps- / Burschenconvent   | Kameradenappell        |
| Inaktiver                  | Altkamerad             |
| AHV-Vorsitzender           | Altherrenführer        |
| Verkehrsgast               | Gastkamerad            |
| Befreundeter Bund          | Achsenkameradschaft    |

## Kontinuitätsfragen
Als im Zweiten Weltkrieg die Überwachung der Universitäten durch den Parteiapparat wie schlicht die Präsenz der zumeist freiwillig Militärdienst leistenden fanatischen Nationalsozialisten nachließ, lebten mancherorts die Sitten und Gebräuche des traditionellen Verbindungsstudententums wieder auf. Es wurden heimlich das Führerprinzip durch das Conventsprinzip ersetzt, Couleur getragen und Mensuren gefochten. Vom Nationalsozialistischen Deutschen Dozentenbund wurden die Kameradschaften schon bald als „Abklatsch von schlechten Korporationen“ abgetan. Viele heutige Verbindungen sehen die Kameradschaften als getarnte Fortsetzung ihrer Bünde an. Einige Verbindungen haben nach dem Krieg Kameradschaftsangehörige als Alte Herren in ihren Altherrenverband aufgenommen, besonders dann, wenn sie trotz der Verbote Mensuren gefochten hatten. Andere haben sich von den bei den Kameradschaften aktiv gewordenen Mitgliedern distanziert.